# El zoo de cristal (película de 1987)
The Glass Menagerie (El zoo de cristal) es una película de drama estrenada en 1987. Basada en la obra de teatro homónima de Tennessee Williams, dirigida por Paul Newman y protagonizada por Joanne Woodward (segunda esposa de Paul), John Malkovich y Karen Allen.

## Sinopsis
La historia gira en torno a un hijo que anhela escapar de su asfixiante hogar, donde su madre sólo se preocupa por el futuro de su tímida hermana.
Cuatro personajes encerrados en un piso miserable y asfixiante van mostrando su fragilidad, temores y frustraciones. Amanda Wingfield, la madre, que añora un pasado más esplendoroso, intenta arrancar a sus hijos del letargo en que los sumen sus sueños; los impulsa a conquistar un futuro mejor: su obsesión consiste en que el aventurero Tom (John Malkovich) haga una brillante carrera, y que la tímida Laura (Karen Allen) logre un buen matrimonio.

## Reparto
| Actor           | Personaje        |
| --------------- | ---------------- |
| Joanne Woodward | Amanda Wingfield |
| John Malkovich  | Tom Wingfield    |
| Karen Allen     | Laura Wingfield  |
| James Naughton  | Jim O'Connor     |

## Recepción
En Estados Unidos se recaudaron $895.904.